# Rudolf Eckart
Rudolf Eckart (* 1. Dezember 1861 in Schönebeck; † 12. Januar 1922 in Nörten-Hardenberg) war ein deutscher Germanist und Volkskundler.
Rudolf Eckart war ein Sohn des Schriftstellers Theodor Eckart (1828–1893). Er besuchte die Gymnasien in Nordhausen und Holzminden. In Göttingen und Greifswald studierte Eckart Theologie und Philosophie. 1893 übernahm er die Leitung des Waisenhauses in Nörten.

## Schriften (Auswahl)
- Lexikon der niedersächsischen Schriftsteller von den ältesten Zeiten bis zur Gegenwart. Osterwieck im Harz: Druck und Verlag von A. W. Zickfeldt, 1891; Digitalisat.
  - Neudruck Hildesheim, New York 1974 ISBN 3-487-05409-4.
- Geschichte der Familie Eckart. 3 Bände, Hofer, Göttingen 1893.
  - Band 1: Vom Jahre 1690–1866. Digitalisat
  - Band 2: Vom Jahre 1867–1878. Digitalisat
  - Band 3: Vom Jahre 1879–1893. Digitalisat
- Niedersächsische Sprachdenkmäler. 1893.
- Niederdeutsche Sprichwörter und volkstümliche Redensarten. Appelhans & Pfennigstorff, Braunschweig 1893, urn:nbn:de:gbv:28-rosdok_ppn1902101324-4.
  - Neudruck Hildesheim, New York 1975 ISBN 3-487-05475-2.
- Allgemeine Sammlung niederdeutscher Rätsel. 1894, 2. Aufl. 1899.
- Gedenkblätter aus der Geschichte der ehemaligen freien Reichsstadt Nordhausen. Leipzig 1895. Digitalisat.
- Urkundliche Geschichte des Petersstiftes zu Nörten mit besonderer Berücksichtigung der Geschichte von Nörten und der umliegenden südhannoverschen Landschaft. 1899.
- Aus dem alten Niedersachsen. 3 Bände 1907–1909.
- Handbuch zur Geschichte der plattdeutschen Literatur. Bremen 1911.
- Der Wehrstand im Volksmund. München 1917.